# Monique Alexander
Monique Alexander (Vallejo, 26 maggio 1982) è un'attrice pornografica statunitense.

## Biografia
Monique Alexander, nata a Vallejo, in California, da una famiglia di origini panamensi, tedesche, portoghesi e russe ha iniziato come spogliarellista a Sacramento all'età di 18 anni. Apparve in diversi giornali per adulti e, nel 2001, ha iniziato ad interpretare film per adulti, firmando un contratto d'esclusiva con la Sin City in quello stesso anno.
Nel 2004 la Alexander ha firmato un contratto in esclusiva per la Vivid Entertainment. Dopo aver, per anni, interpretato solo scene con altre ragazze, nel 2005 ha iniziato a recitare in film con uomini, apparendo con Rocco Siffredi nella produzione della Vivid Lexie and Monique Love Rocco. La sua prima scena interrazziale la girò con Mr. Marcus. Nel 2007 è uscito Call Girl Confidential, pellicola in cui la Alexander ha fatto la sua prima scena di sesso anale con Marcos Leon.
La Alexander ha ricevuto 4 nomination agli AVN Awards: nel 2004 per la categoria Best Tease Performance, e tre nel 2007 per Most Valuable Starlet, Best Actress - Film e Best Sex Scene Coupling - Film. Nel 2007, la Alexander ha ricominciato a tenere spettacoli di spogliarello.
Oltre al lavoro nel cinema hard, è comparsa anche in film erotici prodotti dalla HBO e dalla Cinemax come Hotel Erotica, The Sex Spa, Sex House e Voyeur: Inside Out. Ha raggiunto anche una certa fama come modella di nudo e di scene con solo ragazze su Internet. Nel 2002 è comparsa in un film non erotico, Spider's Web con Stephen Baldwin e Kari Wührer mentre nel 2009 in Crank 2: High Voltage.
Nel 2008 vince due AVN Awards, nella categoria Best All-Girl Sex Scene, Film e Best Group Sex Scene, Film. Nel 2016 ha partecipato con Abigail Mac, Nikki Benz, Romi Rain e Ana Foxxx al film Ghostbusters XXX Parody, parodia pornografica del reboot al femminile di Ghostbusters prodotto da Brazzers.
Nel 2017 ha partecipato e vinto la seconda edizione di Brazzers House. Nello stesso anno, Monique ha recitato in una campagna di servizio pubblico per incoraggiare i genitori a discutere di educazione alla salute sessuale con i loro figli, avvertendo dei rischi della pornografia e che le scene girate non corrispondono alla vita reale. Inoltre, è stata inserita nella Hall of Fame dagli AVN Awards.
Ha una passione per i tatuaggi: una farfalla blu vicino ad una rosa sul fianco destro, Hello Kitty con un cuore sopra il pube, la scritta "Beautiful Mess" sul braccio destro, Lord Ganesh (elefante) sulla mano destra e molti altri.

## Riconoscimenti
- AVN Awards
  - 2008 – Best All-Girl Sex Scene (film) per Sex & Violins con Faith Leon e Stefani Morgan[10]
  - 2008 – Best Group Sex Scene (film) per Debbie Does Dallas... Again con Stefani Morgan, Savanna Samson, Evan Stone, Christian e Jay Huntington[10]
  - 2009 – Best Couples Sex Scene (film) per Cry Wolf con Mr. Marcus[11]
  - 2011 – Best All-Girl Sex Scene (film) per Meow! con Jenna Haze[12]
  - 2017 – Hall of Fame - Video Branch[13]
  - 2025 – Best Sex Scene - Foursome/Orgy per Brazzers Present: 20 for 20 con Cherie DeVille, Alexis Fawx, Kayley Gunner, Lily Lou, Abigail Morris, Kira Noir, Ryan Reid, Gal Ritchie, Queenie Sateen, Luna Star, Angela White, Mick Blue, Hollywood Cash, Manuel Ferrara, Ricky Johnson, JMac, Alex Jones, Keiran Lee, Isiah Maxwell, Scott Nails e Van Wylde[14]
- XBIZ Awards
  - 2025 – Best Sex Scene - Orgy/Group per Brazzers Present: 20 for 20 con Cherie DeVille, Alexis Fawx, Kayley Gunner, Lily Lou, Abigail Morris, Kira Noir, Ryan Reid, Gal Ritchie, Queenie Sateen, Luna Star, Angela White, Mick Blue, Hollywood Cash, Manuel Ferrara, Ricky Johnson, JMac, Alex Jones, Keiran Lee, Isiah Maxwell, Scott Nails e Van Wylde[15]

## Filmografia
- Barely Legal 19 (2001)
- Flash (2001)
- Four Finger Club 18 (2001)
- Game (2001)
- I Love Lesbians 10 (2001)
- Private Sex Public Places (2001)
- Quiver (2001)
- University Coeds 34 (2001)
- Where The Girls Sweat 6 (2001)
- Young Sluts, Inc. 3 (2001)
- American Girls 1 (2002)
- Criss Cross (2002)
- Girl Talk (2002)
- Hot Showers 2 (2002)
- Island Rain (2002)
- Love at First Byte (2002)
- Love Letters (2002)
- Poison Angel (2002)
- Real Female Masturbation 14 (2002)
- Real Female Orgasms 3 (2002)
- Rub The Muff 3 (2002)
- Sex Under Hot Lights - Brand Spanking New (2002)
- Wild Pair (2002)
- XXX 6: Girls Next Door (2002)
- 100% Jenna Haze (2003)
- 100% Natural 2 (2003)
- Blind Date (2003)
- Extreme Behavior 1 (2003)
- Innocence Pure Pink (2003)
- Inside The Mind Of Chloe Jones (2003)
- Jane Millionaire (2003)
- Jesse Jane: Erotique (2003)
- JKP Hardcore 1 (2003)
- Knocked Out, Tied Up, Taken Away (2003)
- Screwless (2003)
- Sex-Z Illustrated (2003)
- Sheer Hosed Showoffs (2003)
- Skin on Skin (2003)
- Soloerotica 3 (2003)
- Unbelievable Sex 3 (2003)
- When The Boyz Are Away The Girlz Will Play 11 (2003)
- Without You (2003)
- 6th Trick (2004)
- All Natural Beauties (2004)
- Barely Legal All Stars 3 (2004)
- Dirty Girlz (2004)
- Dirty Girlz 3 (2004)
- Fem Adagio (2004)
- Finger Licking Good 1 (2004)
- Girls Of Amateur Pages 4 (2004)
- Girls Only Club (2004)
- Her First Lesbian Sex 2 (2004)
- High Def Erotica Virtual Girlfriends (2004)
- House Party 1 (2004)
- Interactive Sin (2004)
- Jack's Playground 15 (2004)
- Kink (2004)
- Lexie and Monique Love Rocco (2004)
- Lipstick Lesbians 1 (2004)
- Mary Carey Rules 5 (2004)
- Munch (2004)
- Nice Girls Tied Naked (2004)
- Pretty Girls Tape Tied and Tape Gagged (2004)
- Puss 'n Boots (2004)
- Pussyman's Decadent Divas 24 (2004)
- Slexy 2 (2004)
- Sorority Hazing (2004)
- Strapped (2004)
- Stripped, Bound and Helpless (2004)
- Tuff Chick (2004)
- Wild On X 1 (2004)
- Young Cummers 1 (2004)
- 18 and Easy 2 (2005)
- Best Butts In The Biz (2005)
- Bludreams 1 (2005)
- Boy Toys (2005)
- Chloroformed, Captured and Topless (2005)
- Circus (2005)
- Desperate (2005)
- Drive (2005)
- Fleshbacks (2005)
- Girls Who Like Girls (2005)
- Glamazon (2005)
- Gold Label (2005)
- Here's The Thing About My Blowjobs (2005)
- Hot Property (2005)
- Jailbait 1 (II) (2005)
- Janine's Got Male (2005)
- Les' Be Friends (2005)
- Lexie Marie: Extreme Close Up (2005)
- Love Letters (2005)
- Monique Alexander JO Panty 2 (2005)
- Monique on the Sly (2005)
- Mythology (2005)
- O Zone (2005)
- Pretty Mess (2005)
- Resident Sex (2005)
- Tied Topless Times Ten (2005)
- Top Ten Hottest Women (2005)
- True Porn Fiction (2005)
- Wife Swappers (2005)
- X Marks The Spot (2005)
- After Midnight (2006)
- Dinner Party (2006)
- Hide and Seek (2006)
- How Far Will You Go (2006)
- Incredible Expanding Vagina (2006)
- Out Of Place (2006)
- Pillow Talk (2006)
- Sexy Lady (2006)
- Sitter (2006)
- Spunn Out (2006)
- Teen America (2006)
- To Die For (2006)
- All Alone 2 (2007)
- American Dream (2007)
- Breakup Sex (2007)
- Call Girl Confidential (2007)
- Cherry Bomb (2007)
- Debbie Does Dallas... Again (2007)
- Debbie Loves Dallas (2007)
- Filthy's Dirty Cut 1 (2007)
- Kick Ass Chicks 41: Vaginaterians (2007)
- Pop Star (2007)
- Pussy Treasure (2007)
- Sex and Violins (2007)
- Sex Mania (2007)
- Sunny Experiment (2007)
- Sunny Loves Matt (2007)
- Where the Boys Aren't 18 (2007)
- Coed Pool Party (2008)
- Cry Wolf (2008)
- Damaged Goods (2008)
- Monique's Been Blackmaled (2008)
- Nurse Monique (2008)
- Please Me (2008)
- Set Up (2008)
- Watching My Wife (2008)
- Where the Boys Aren't 19 (2008)
- All About Me 4 (2009)
- All Dressed Up (2009)
- American Swingers (2009)
- Banging Bitches (2009)
- Bleached To The Bone 3 (2009)
- Blow Me Sandwich 14 (2009)
- Cheers: A XXX Parody (2009)
- Confessions of a Cheating Housewife (2009)
- Do Me Wet (2009)
- Doll House 6 (2009)
- Fox Holes (2009)
- Girlvana 5 (2009)
- In Black and White (2009)
- In The Army Now (2009)
- Interactive Sex With Alexis Texas (2009)
- It Girl (2009)
- Lesbian Confessions 3 (2009)
- Lesbian Teen Hunter 3 (2009)
- Monique's Sex Party (2009)
- My First Sex Teacher 19 (2009)
- My Sister's Hot Friend 17 (2009)
- Naughty America: 4 Her 6 (2009)
- Nymphetamine 3 (2009)
- Nymphetamine Solamente 2 (2009)
- Play With Me (2009)
- Pornstarslick (2009)
- Pubic Enemy (2009)
- Self Service 1 (2009)
- Splashes On Glasses 2 (2009)
- Sporty Girls 3 (2009)
- Sunny's B/G Adventure (2009)
- Sunny's Slumber Party (2009)
- Trust Justice 5 (2009)
- Two Faces of Jessica Lauren (2009)
- Whack Jobs 5 (2009)
- All Girl Revue 10 (2010)
- All Sunny All the Time (2010)
- Angels of Debauchery 8 (2010)
- Belladonna: Fetish Fanatic 8 (2010)
- Belladonna's Party of Feet 2 (2010)
- Best Of... Lexi Belle 2 (2010)
- Born to Be Bound (2010)
- Bound by Tape (2010)
- Cvrbongirl (2010)
- Doctor Adventures.com 8 (2010)
- Femme Core (2010)
- Getting Off With Monique (2010)
- Girl Next Door (2010)
- Girls Will Be Girls 6 (2010)
- Honeymoon (2010)
- Hot and Mean 1 (2010)
- House of Ass 12 (2010)
- Housewife 1 on 1 17 (2010)
- How To Be A Ladies Man (2010)
- Just You And Me (2010)
- Looks Like Fun (2010)
- Love in an Elevator (2010)
- Masturbation Nation 7 (2010)
- Meow (2010)
- Monique's Lost Footage (2010)
- Naughty Office 19 (2010)
- Naughty Rich Girls 3 (2010)
- Not Really The Dukes Of Hazzard (2010)
- Nurse Jobs (2010)
- Office Perverts 4 (2010)
- Office Romance (2010)
- Opposites Attract (2010)
- Porn Fidelity 21 (2010)
- Power Munch 4 (2010)
- Real Wife Stories 7 (2010)
- Roommate (2010)
- Secretaries Needed (for Bondage) (2010)
- Sex And The City The XXX Parody: In Search of the Screaming O (2010)
- Sex Crimes (2010)
- Sex Driven (2010)
- Sex Therapy (2010)
- Sexual Blacktivity 2 (2010)
- Slick Ass Girls 1 (2010)
- Stripper (2010)
- Stripper Diaries (2010)
- Superstar Showdown 1: Tori Black vs. Alexis Texas (2010)
- Tape Bound 8 (2010)
- Tattle Tale (2010)
- Taxi: A Hardcore Parody (2010)
- Tickle Fun (2010)
- Watch Me 4 (2010)
- 2 of a Kind (2011)
- Angel Eyes (2011)
- Big Tits on the Job (2011)
- Bitchy Cupid (2011)
- Blondes Behaving Badly (2011)
- Bree and Tori (2011)
- Charlie's Hookers (2011)
- Club Lil Jon (2011)
- Get Me Some Proof (2011)
- Grand Theft Auto: XXX Parody (2011)
- Hardcore Candy (2011)
- Intimate Things (2011)
- Law and Whoreder (2011)
- Legendary Angels (2011)
- Lies: Diary Of An Escort (2011)
- Masseuse 4 (2011)
- My Dad's Hot Girlfriend 7 (2011)
- My Roommate's a Lesbian 2 (2011)
- Real Wife Stories 11 (2011)
- Splashdown (2011)
- Superstar Showdown 3: Courtney Cummz vs. Bree Olson (2011)
- Superstar Talent (2011)
- Battle Bang 8 (2012)
- Big Tit Christmas 3 (2012)
- Big Tit Xmas 3 (2012)
- Big Tits at Work 15 (2012)
- Big Tits At Work 17 (2012)
- Deceptions (2012)
- I Want To Fuck My Best Friend (2012)
- Intimate Passions (2012)
- Just Fuck It (2012)
- Mad About Blondes 2 (2012)
- MILF Soup 20 (2012)
- Munching Muff (2012)
- One Night in the Valley (2012)
- Pornstars Like It Big 14 (2012)
- Pornstars Like It Big 15 (2012)
- Pornstars Punishment 6 (2012)
- Pussy Pounding (2012)
- Real Wife Stories 13 (2012)
- Sunny Leone's Lezzie Lips (2012)
- Twisted Solos (2012)
- Hardcore Allure 2 (2013)
- Sisters (2013)